# Anna Esipova
 Anna Esipova (en russe : Анна Николаевна Есипова), née à Saint-Pétersbourg le 31 janvier 1851 (12 février 1851 dans le calendrier grégorien) et morte dans la même ville le 5 août 1914 (18 août 1914 dans le calendrier grégorien), est une éminente pianiste russe. Son nom est très diversement orthographié : Anna ou Annette Essipova ; Anna, Annette ou Annetta Essipoff ; Annette von Essipow ; Anna Jessipowa, Anna Yesipova.

## Biographie
Fille d'un haut fonctionnaire, Esipova travaille le piano d'abord avec Alexandre Villoing, est repérée par Nikolaï Zaremba qui, impressionné par son talent, l'inscrit gratuitement au Conservatoire de Saint-Pétersbourg où elle est ensuite l'une des plus brillantes parmi les élèves de Teodor Leszetycki. Elle fait ses débuts en 1871 à Saint-Pétersbourg où elle attire éloge et admiration artistique de Piotr Ilitch Tchaïkovski et Franz Liszt, notamment pour sa virtuosité et son jeu chantant. Elle entame ensuite des tournées de concerts qui l’emmènent en Angleterre (1874), Paris (1875) et jusqu'aux États-Unis en 1876, où son jeu est très admiré. Elle entend le jeu de Fanny Bloomfield et lui conseille de travailler avec Leszetycki. Elle épouse ce dernier en 1880 et divorce en 1892.

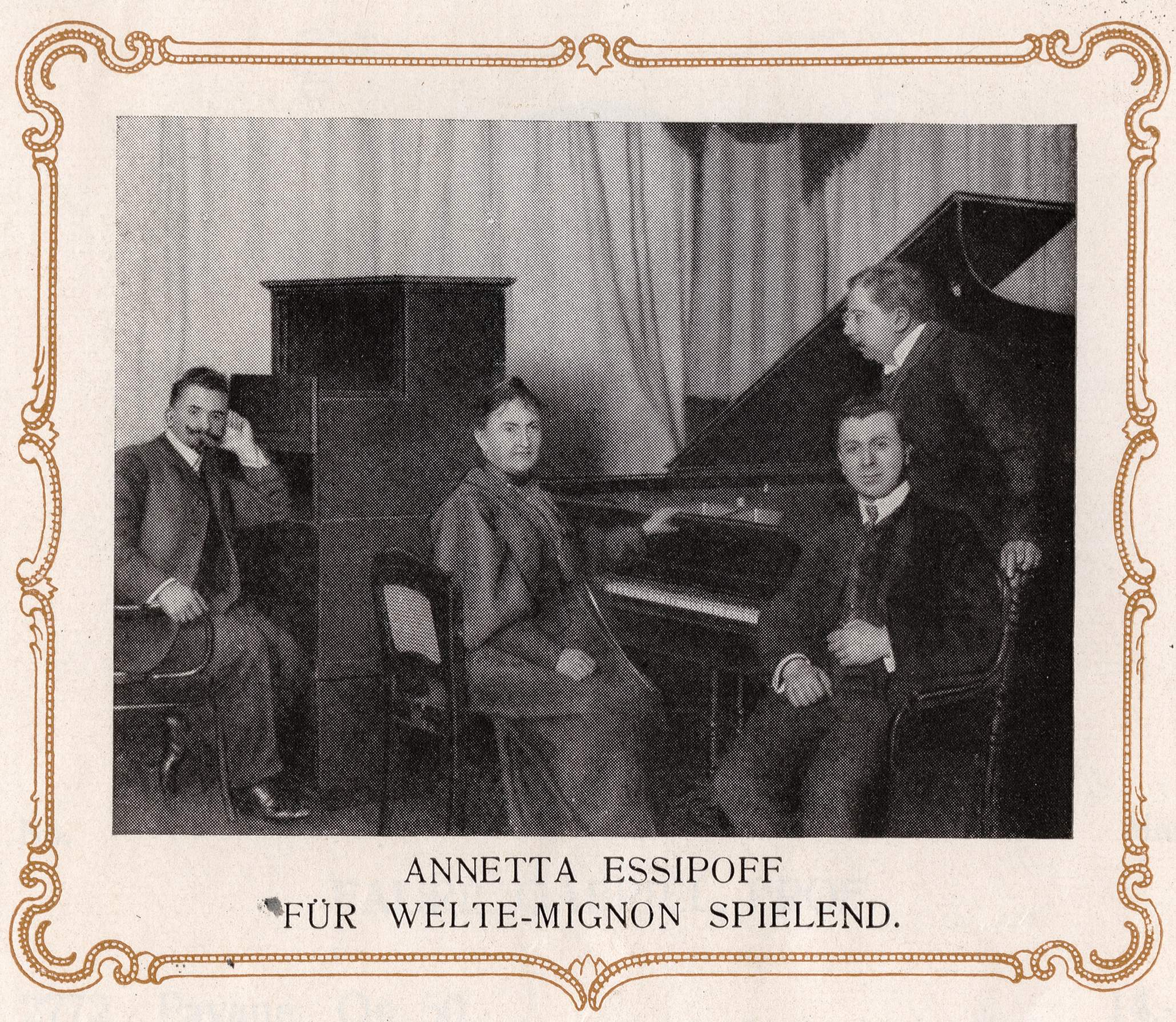
Annette Essipoff joue pour Welte-Mignon le 7 février 1906. Elle joue notamment l'Étude opus 10 no 7 de Chopin.

En 1885, Esipova est nommée pianiste de la cour de Russie. De 1893 à 1908, elle est professeure de piano au Conservatoire de Saint-Pétersbourg. Parmi ses étudiants figurent Sergueï Prokofiev, Leff Pouishnoff, Sergueï Tarnovsky, Maria Youdina, Isabelle Vengerova, Anastasia Virsaladzé, Leo Ornstein, Isidore Achron, Thomas de Hartmann et Alexandre Borovsky (1889-1968).

Alors qu'il l'avait entendu pour la première fois en 1888 (« La terrible précision de cette dame et son aplomb imperturbable ; son dédain souverain des difficultés ; sa vitesse miraculeuse, qui jamais ne s'apparente à de la précipitation ; sa grâce et sa finesse, mais sans la moindre touche de quelque chose d'aussi faible que la tendresse : toutes ces qualités imposent un respect mêlé de crainte, plus qu'elles n'invitent à faire la critique. »), George Bernard Shaw, en 1893, brosse un portrait de la pianiste : 

« Il n’est pas de difficultés techniques qui lui donne suffisamment de fil à retordre pour l'émouvoir : parfois intéressée et intéressante, parfois absente et froide, elle est toujours étonnante. La femme du cordonnier est peut-être la plus mal chaussée du village, mais celle de Leszetycki est indéniablement l'une des plus grandes représentantes de sa technique en Europe. Si seulement on pouvait croire qu'elle s'intéresse le moins du monde à ce qu'elle joue, elle serait aussi l'une des plus grandes pianistes d'Europe. Mais elle a découvert que cela n'est que vanité ; alors, masquant son indifférence sous de splendides habitudes stylistique et sous l'activité de son infaillible mécanisme, elle égrène un récital comme une reine traverse un salon […] »

## Enregistrements
Au début des années 1900, Esipova a réalisé un certain nombre de rouleaux, dont une partie est aujourd'hui disponible au disque : notamment la Fantaisie sur un thème de Bellini extrait de La Sonnambula de Thalberg (Anna Esipova (Rouleaux Welte-Mignon) - les Élèves de Leschetizky Vol. 1).